# Feijão-cru
O feijão-cru (Pithecellobium saman) é uma árvore que chega a medir até 35 metros, da família das leguminosas, subfamília mimosoídea. Tal espécie possui de copa frondosa, folhas bipenadas, flores branco-róseas e vagens utilizadas como forragem, nativa das Américas Central e do Sul. Também cultivada como ornamental, para produção de farinha e álcool e para sombrear cafeeiros e cacaueiros. Também é conhecida pelos nomes de amendoim-de-veado, árvore-da-chuva, bordão-de-velho, embira-toicinheira, gaibipocaiva, guango e mendubim-de-veado.